# Luis Fernández Gutiérrez
Luis Fernández Gutiérrez, noto soprattutto come Luis Fernández (Argomilla De Cayón, 29 settembre 1972), è un ex calciatore spagnolo, di ruolo difensore.
È stato una bandiera del Real Betis, società di cui è primatista di presenze (19) nelle competizioni UEFA per club.